# 3983 Сакіко
3983 Сакіко (3983 Sakiko) — астероїд головного поясу, відкритий 20 вересня 1984 року.
Тіссеранів параметр щодо Юпітера — 3,485.
Названо на честь Сакіко (яп. さきこ(左紀子) сакіко).